# Теудебальд (герцог Баварии)
Теудебальд (Теодебальд, Теобальд; нем. Theudebald, англ. Theobald; умер около 719) — герцог Баварии (716/718 — около 719) из династии Агилольфингов.

## Биография
Теудебальд был младшим сыном правителя Баварии Теодона II и супруги того Фолхайд.
Первое упоминание о деяниях Теудебальде в средневековых источниках датируется первым десятилетием VIII века. Согласно одной из баварских хроник середины XIII века, Теодон II и Теудебальд оказывали покровительство христианскому миссионеру Корбиниану в христианизации тем жителей Фрайзинга и окрестностей.
Ещё при жизни Теодона II (возможно, с 711 года) Теудебальд управлял Пассау или Зальцбургом как наместник своего отца. После того как незадолго до 715 года Теодон II снова разделил свои владения между сыновьями, Теудебальд, как предполагается, получил город Регенсбург и его окрестности. Его братья также получили по части Баварского герцогства: Теудеберт мог получить земли вокруг Зальцбурга, Гримоальд II — вокруг Фрайзинга (об этом сообщается в «Житии Корбиниана»), а Тассилон II — окрестности Пассау.
Когда Теодон II скончался (называются даты с 716 по 718 год включительно), каждый из его сыновей начал править своей частью Баварского герцогства самостоятельно.
После смерти отца между сыновьями Теодона II начались междоусобия. Возможно, к этому времени относится свидетельство Павла Диакона о завоевании королём Лиутпрандом в начале правления «многих укреплённых городов бавар». Предполагается, что правитель лангобардов мог вмешаться в конфликт между своими баварскими родственниками, и, возможно, поддержать в нём Теудеберта.
День смерти Теудебальда — 15 октября — упомянут в поминальной книге Регенсбургского собора. Однако год смерти в средневековых источниках не указан. Современные историки датируют кончину герцога примерно 719 годом. По некоторым данным, незадолго до этого он был изгнан своим братом Тассилоном II из Регенсбурга. Точно неизвестно, была ли связана кончина Теудебальда и умершего в одно время с ним его брата Тассилона II с междоусобиями среди Агилольфингов. После смерти Теудебальда и Тассилона их владения были разделены между оставшимися сыновьями Теодона II, Теудебертом и Гримоальдом II.
Теудебальд первым браком был женат на Вальтрате (или Вальрате). О них как о супругах упоминается в «Зальцбургской книге побратимов», датируемой 784 годом. На основании ономастических данных предполагается, что Вальтрата происходила из знатной баварской семьи. В то же время существуют свидетельства о том, что Вальтрата могла быть супругой его брата Тассилона II. Второй супругой Теудебальда была знатная баварка Пилитруда. Об их браке также упоминается в «Зальцбургской книге побратимов». После смерти Теудебальда Пилитруда стала женой его младшего брата Гримоальда II.